# Jim J. Bullock
Jim J. Bullock, także JM J. Bullock, właśc. James Jackson Bullock (ur. 9 lutego 1955 w Casper) – amerykański aktor i komik.

## Życiorys
Urodził się w Casper w stanie Wyoming, jako syn Beryl i Ernesta Bullocków. Dorastał w Odessie w Teksasie. Wychował się w domu południowych baptystów i jako młodzieniec planował zostać pastor ewangelicko–chrześcijańskim. Otrzymał stypendium muzyczne, aby uczęszczać na prywatny Oklahoma Baptist University w Shawnee w stanie Oklahoma, ale nie ukończył szkoły.
Wielki przełom w jego karierze nastąpił, gdy dostał rolę Monroego Ficusa w sitcomie ABC Too Close for Comfort (1980–1987) z Tedem Knightem. Był stałym gościem zaktualizowanej wersji teleturnieju Hollywood Squares; Bullock czasami zastępował też gospodarza. W sitcomie NBC ALF (1989–1990) wystąpił w pięciu odcinkach jako Neal Tanner. W 1996 zadebiutował w roli współprezenter z Tammy Faye Messner talk show Jim J. and Tammy Faye Show.
Występował na Broadwayu w musicalu Lakier do włosów, a w 2000 grał w produkcji off-broadwayowskiej Impreza koniec świata.

## Życie prywatne
W 1985, kiedy Too Close For Comfort był przerabiany na The Ted Knight Show, Bullock dowiedział się, że jest nosicielem wirusa HIV. Upublicznił swoją diagnozę 11 lat później.
Jest homoseksualistą. W latach 1990–1996 jego partnerem życiowym był John Casey, który zmarł z powodu komplikacji związanych z AIDS. Bullock od dawna przeżył wirusa i od 2021 nadal był zdrowy, częściowo dzięki lekom antyretrowirusowym.

## Filmografia

### Filmy
- 1987: Kosmiczne jaja (Spaceballs) jako książę Valium
- 2001: Circuit w roli smego siebie

### Seriale
- 1989–1990: ALF jako Neal Tanner
- 1992: Kroniki Seinfelda jako stewardes
- 1996: Roseanne jako Al
- 2001: Asy z klasy (Popular) jako sędzia
- 2004–2007: Szkolny poradnik przetrwania jako pan Monroe
- 2005: Moda na sukces jako Serge (organizator ślubu)
- 2008: Najszczęśliwsi geje pod słońcem jako Jacques-Jean / Emerald Joe (głos)
- 2009: Moda na sukces jako Serge (organizator ślubu)
- 2015: Glee jako Cert